# ブラッチャーノ
ブラッチャーノ（伊: Bracciano）は、イタリア共和国ラツィオ州ローマ県にある、人口約19,000人の基礎自治体（コムーネ）。
首都のローマやバチカン市国へ上水を提供するイタリアで8番目に大きいブラッチャーノ湖の西側にあり、船でセーリングなどができる風光明媚な土地柄で観光地である。
水源があることから古い時代から重要な地域であり、15世紀までの文書に、Castrum Brachianiとあり、この自治体が要塞化された居住地であったことを示している。このCastrum Brachianiはサラセン人に対抗するための塔の名前であり、11世紀にPrefetti di Vico家の所有となり城に建て替えられた。その後、オルシーニ家等を経て、1375年に教皇領となる。1419年に再びオルシーニ家の領地となった。
15世紀に建造されたオデスカルキ城は、町を何度も防衛した。また、この城塞は裕福な生活を送っていた貴族によって発展しており、文化的にも装飾的にも貴重な観光名所である。この城は、20世紀に博物館として利用されているほか、2007年1月18日に俳優のトム・クルーズが結婚式を行っており、数々の著名人が結婚式を挙げるイベント会場ともなっている。

## 地理

### 位置・広がり
ローマ県北西部のコムーネ。ローマの北北西30 kmにある。

#### 隣接コムーネ
隣接するコムーネは以下の通り。括弧内のVTはヴィテルボ県所属を示す。
- アングイッラーラ・サバーツィア
- バッサーノ・ロマーノ (VT)
- チェルヴェーテリ
- マンツィアーナ
- オリオーロ・ロマーノ (VT)
- ストリ (VT)
- トルファ
- トレヴィニャーノ・ロマーノ

### 気候分類・地震分類

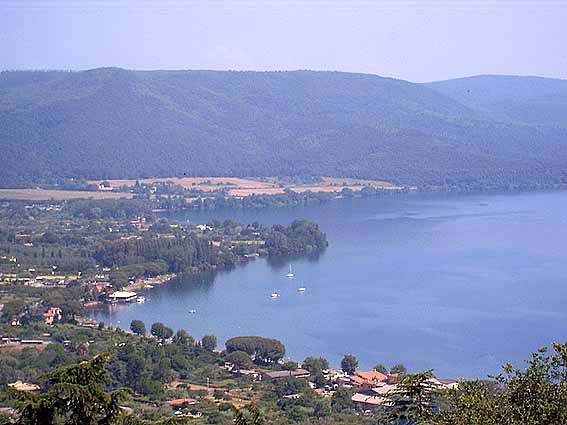
ブラッチャーノ湖

ブラッチャーノにおけるイタリアの気候分類 (it) および度日は、zona D, 1786 GGである。
また、イタリアの地震リスク階級 (it) では、zona 3B (sismicità bassa) に分類される。

## 行政

### 分離集落
ブラッチャーノには、以下の分離集落（フラツィオーネ）がある。
- Castel Giuliano, Pisciarelli, Sambuco, Vicarello, Vigna di Valle

## 姉妹都市
- ノイゼス、ドイツ
- シャトネ＝マラブリー (en) 、フランス
- Sodo、エチオピア

## 文化・観光
- ヴィーニャ・ディ・ヴァッレ空軍歴史博物館